# Назарбекян Товмас Ованесович
Товмас Ованесович Назарбекян (вірм. Նազարբեկյան Թովմաս Հովհաննեսի; 4 квітня 1855 — 19 лютого 1931) — вірменський військовий діяч, генерал-майор російської та генерал-лейтенант вірменської армії. Герой Сардарапатської битви.

## Біографія
Товмас Назарбекян народився 4 квітня 1855 року у дворянській родині у Тифлісі. За національністю вірменин. Закінчив Другу Московську військову гімназію. Військову освіту здобув у 3-му Олександрівському училищі. У 1876 направлений до 13-го лейб-гренадерського Еріванського полку. Брав участь у російсько-турецькій війні 1877—1878 років. За відзнаку під час штурму фортеці Ардаган (4-5 травня 1877) нагороджений орденом Св. Станіслава 3-го ступеня. Відзначився під Ерзерумом, за що нагороджений орденом Св. Анни 3 ступеня. Згодом служив у 14-му гренадерському грузинському полку. Пройшов усі стройові посади до командира батальйону включно. У 1902 був зведений у полковники. Учасник російсько-японської війни 1904-05. За участь в лютому-березні 1905 р. у Мукденській битві нагороджений Золотою Георгіївською зброєю. Незабаром після війни, в 1906 вийшов у відставку у званні генерал-майора.
У Першу світову війну, 6 листопада 1914 р., коли почалися бойові дії на Кавказькому фронті, Назарбеков повернувся на службу у званні генерал-майора і був призначений командиром бригади 66-ї піхотної дивізії. З 25 березня по 19 листопада 1915 року був начальником 2-ї Кавказької стрілецької бригади, потім розгорнутої в дивізію. Одночасно поставлений на чолі Азербайджанського загону. Пізніше командував Другим Кавказьким стрілецьким корпусом. У квітні 1915 року частини російської армії під командуванням Назарбекяна завдали значної поразки турецьким військам у битві біля міста Дільман. Нагороджений орденом Св. Георгія 4-го ступеня (7 січня 1916). У 1916 році Назарбекян зі своїми військами діяли у напрямку Ван-Копа. У січні 1917 року очолив 7-й окремий Кавказький армійський корпус, який діяв у складі російських військ у районі озера Ван та у Північній Персії.
У 1917 році військові дії на Кавказькому фронті були млявими, а війська фронту під дією більшовицької пропаганди стрімко втрачали боєздатність та дисциплінованість. Зрештою, більшовикам вдалося розвалити Кавказький фронт. Згідно з наказом головнокомандувача Кавказьким фронтом генерала М. А. Пржевальського 26.12.1917 року, Назарбеков був призначений командувачем окремим Вірменським армійським корпусом . Після утворення Республіки Вірменії Товмас Назарбекян продовжував службу в армії, не перебував у жодній партії і докладав величезних зусиль щодо створення регулярної вірменської армії. У 1918 — 1920 роках — головнокомандувач військами країни. У 1918 році в Кара-Кіліській, Баш-Абаранській і Сардарапатському битвах вірменські війська завдали нищівної поразки турецьким окупантам і зупинили просування противника вглиб Першої Республіки, хоча до цього часу турки захопили частину Західної Вірменії. У переможній Ванадзорській битві Назарбекян особисто командував військами.
З 25 березня 1919 року — голова військової ради. Керував вірменською армією у вірмено-азербайджанській війні 1918—1920 років. 15 липня 1919 року зведений в генерал-лейтенанти. Після встановлення радянської влади у Вірменії був заарештований і в січні 1921 перевезений з Єревану в Баку, а потім утримувався в концтаборі в Рязані і амністований у травні 1921. Живучи в злиднях, Назарбекян знаходив можливість писати мемуари про військові дії на Кавказькому фронті.
Помер 19 лютого 1931 року в Тбілісі.

## Військові звання
- 1902 — полковник
- 1906 — генерал-майор
- 15 липня 1919 — генерал-лейтенант (Республіки Вірменія)

## Нагороди
- Орден Святого Станіслава III ступеня з мечами та бантом (1877, за відзнаку при штурмі фортеці Ардаган 04-05.05.1877)
- Орден Святої Анни III ступеня з мечами та бантом (1878, за відзнаку під Ерзерумом)
- Орден Святої Анни II ступеня з мечами (1878)
- Золота зброя «За хоробрість» (18.06.1906)[2]
- Орден Святого Володимира ІІІ ступеня з мечами (1905)
- Орден Святого Станіслава І ступеня з мечами (1915)
- Орден Святої Анни І ступеня (1915)
- Орден Святого Георгія IV ступеня (07.01.1916)
- Орден Святого Володимира II ступеня з мечами (1916)